# بوبي لايلي
بوبي لايلي (بالإنجليزية: Bobby Lyle)‏ هو عازف جاز وعازف بيانو أمريكي، ولد في 11 مارس 1944 في ممفيس في الولايات المتحدة.

## وصلات خارجية
- الموقع الرسمي
- بوبي لايلي على موقع ميوزك برينز (الإنجليزية)
- بوبي لايلي على موقع أول ميوزيك (الإنجليزية)
- بوبي لايلي على موقع ديسكوغز (الإنجليزية)